# Panteisme (revista)
Panteisme fou una revista literària, amb el subtítol Literatura i Art, apareguda l'octubre de 1911. Fundada pel que es podria anomenar "grup del Camp de Tarragona", la seva redacció estava integrada per Plàcid Vidal, Joaquim Biosca, Francesc Recasens, Ricard Ballester i Josep Maria de Sucre. De periodicitat quinzenal, se'n publicaren únicament quatre números, essent el quart i darrer el d'1 de desembre de 1911. La revista tenia un cert contingut social inspirat en el modernisme regeneracionista, i amb una voluntat d'avanguarda.
Plàcid Vidal, a la secció Els singulars anecdòtics, hi publicà una sèrie de siluetes literàries, dedicades a Alfons Maseras (nº 1), Joan Puig i Ferreter (nº 2) i Anton Isern (nº 3). Josep Maria de Sucre hi feia la crítica de llibres en la secció Dones, llibres, fets i homes. Sensacions del temps. Entre els col·laboradors la revista comptava amb Carles Rahola, que hi publicà Divagacions sota el pòrtic (núm 1, p. 4-6) i De la presó provinciana (núm. 3, p. 1-3). Pel que fa a les il·lustracions, els exemplars de la revista inclouen dibuixos d'Isidre Nonell, Ricard Canals i Joaquim Biosca.
Josep Maria de Sucre hi publicà versions en català de frahments de l'Hyperion, de Hölderlin (al nº 1); del Salm de la Vida, de Bjørnstjerne Bjørnson (al nº 2), de Comiat d'amics i Cants, de Walt Whitman (al nº 3 i 4). Pere Papiol hi presenta (al nº 2) una versió de Carta d'aprenentatge, de Goethe. En el número 4 aparegué una versió al català, sense indicació del traductor, de Temple de carn (Templo de carne), de Miguel de Unamuno.
Com indica Josep Maria de Sucre en les seves memòries, la revista Panteisme tenia una certa relació amb la revista literària francesa Pan: revue libre, en la qual (any 5, nº 5, maig-juny 1912) el catalanòfil Albert R. Schneeberger hi publicà, en l'apartat Lettres catalanes, una menció a Panteisme (que en aquella data ja no apareixia).